# Uher Ödön (fényképész)
Idősebb Uher Ödön (Nagyszeben, 1859. június 15. – Budapest, 1931. szeptember 19.) magyar császári és királyi udvari fényképész, filmgyáros. Ifj. Uher Ödön filmrendező édesapja.

## Élete

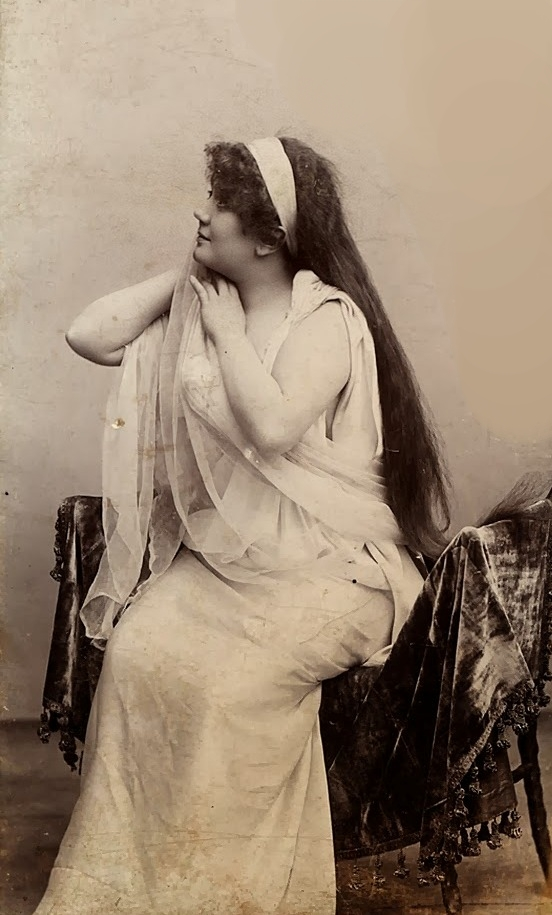
Küry Klára

Morvaországi eredetű családban született, apja Uher Lipót, anyja Wagner Jusztina. Tízévesen katonai pályára adták szülei, 18 évesen végezte el a kadétiskolát, majd főhadnagyi rangig jutott előre. 1885-ben Szatmáron eljegyezte Kiss Gizellát, aki azonban kislányuk születésekor meghalt.
Szabadságolt állományba kérve magát, elhagyta a katonai pályát, Budapesten Strelisky műtermében tanoncként, majd asszisztensként helyezkedett el. 1890/91-ben önállósult, Nagykanizsán nyitott műtermet. 1891-ben megjelent egy hirdetése a Zalai Közlönyben, e szerint Bécsben már korábban rendelkezett műteremmel, és Koller Károly császári és királyi udvari fényképésznél végezte tanulmányait. Ekkor a volt Fodor József-féle Fő téri, Dél-Zalai Takarékpénztár épületében lévő üzletet vette át, sőt bártfafürdői párhuzamos fiókműtermét is reklámozta. 1894-ben megjelent tájékoztatása szerint a Városház utcában lévő Szénássy-féle fényképészetet is átvette.
Második feleségével, Szénássy Annával Budapesten kötött házasságot 1891. november 16-án a Kálvin téri református templomban. Nagykanizsán született 1892. augusztus 30-án Ödön névre keresztelt fia és 1894. január 10-én Gizella Paula Adrienne nevű leánya. Amadil nevű leánya (később Dóczy Gedeonné) szintén 1894-ben született, Arisztid, a később festőművésszé és grafikussá vált fia születési adatai nem ismertek.
1895-ben költözött Budapestre, s a Kossuth Lajos utca 7. szám alatt nyitotta meg műtermét, amint később hirdette, a „Nemzeti Kaszinó mellett”. A fiatal fotós hamarosan Budapest egyik legdivatosabb fényképésze lett. Hírességek jártak hozzá, s 1896-ban így emlegették: „Küry Klára ... is elérte a népszerűség egyik legmeredekebb magaslatát. Uher Ödön, a Kossuth Lajos-utcai fiatal fényképész kilencvenféle állásban és ülésben vette le Forray operettejének az »Istennő«-nek jelmezeiben”.
1900 júliusában a császári és királyi udvari fényképész, 1901 decemberében pedig egyedüliként az „Erzsébet Mária királyi főhercegnő Ő cs. és kir. fensége kamarai fényképésze” címet nyerte el.
Az 1911. október elején (Kossuth utcai műterme megtartása mellett) húsz évre kibérelte a Koronaherceg utca 2. szám alatti épület több emeleti helyiségét. Id. Uher Ödön fotográfusé volt az egyik legszebb és legmodernebb fényképész-műterem Budapesten, mely a Párizsi udvar épületében működött. Fia visszaemlékezése szerint: „...az ötödik emeleten egy nagyszabású fényképészeti üzemet rendezett be, amelynek az egész Monarchiában nem volt mása. Két nagy műterem, két asszisztens és 24 alkalmazott állott rendelkezésre. A negyedik emeleten volt a lakásunk, a földszinten bejáratként egy »photoüzlet« és lift a műterembe.”
A műtermek berendezéséről csaknem minden korabeli lap hírt adott: „A műterem a palota legfelső emeletén foglal helyet (hova automatikus berendezésű külön lift vezet), de leterjed egészen a földszintre, ahol a fényképészeti kellékek áruháza, valamint a fotográfiák kiállítása van elhelyezve. Ezek a helyiségek már szintén kellemesen hatnak a belépőre, de igazi meglepetés csak akkor éri, ha felér a műtermekbe, amelyeket s a hozzájuk tartozó helyiségeket Vass Béla felső ipariskolai tanár rendezett be az ő ismert finom artisztikus érzésével. Két nagy műterem, két várószalon és megfelelő számú öltözőszobák állanak a közönség rendelkezésére, valamennyien méltó alkotásai az enteriőrművészetnek. ...A látogatót mindenekelőtt egy belga stílusú, finoman szőnyegezett szalon fogadja s innen van a bejárás az oldalvilágításos nagy atelier-be, amelynek berendezése és megvilágítása az egészen modern felfogású, oldalsó világítási effektusokat kedvelő felvételek készítéséhez alkalmaztatott. Ebből a műteremből hatalmas, faragott portál vezet egy kis biedermeier férfiszalonba, míg vele szemben a másik felső világítású műterembe nyílik a bejárás, ahol a fényképezés eszközei, a gépek vannak elhelyezve. Egy kis oldalfolyosón az intim, kedves női öltözőkbe juthatunk, míg a második műtermen túl kezdődik a műhelyszobák hosszú sora”.
Az ezredéves kiállításon Küry Kláráról készített nagyméretű portréjával szerepelt. Nemzedéke más jeleseihez (Erdélyi Mórhoz, Jelfy Gyulához) hasonlóan egyéni világítási rendszer kialakítására törekedett. 1901. évi hír szerint „hosszas kísérletezés után bevezette műtermébe a villámos világítás mellett való fölvételeket”. 1905. november 20-án találkozót szervezett a főváros önálló üzlettel bíró fotográfusai számára, amelyen szakmai egyesület alapítását indítványozta. Az 1906. január 5-én megalakult Magyar Fényképészek Országos Szövetsége első elnöke Uher lett, alelnökeinek Klösz Györgyöt és Erdélyi Mórt választották meg. Az ő sürgetésére adta ki a szövetség A Fény című havi szaklapját 1906 és 1918 között, melynek címlapját Kozma Lajos tervezte, főszerkesztője Mai Manó volt.
A korszakban a drága alapanyagra kidolgozott, festmény igényű, ugyanakkor a fénykép jellegét is megőrző ún. szépia-plattin felvételeket is készített, melyekből hat darabbal szerepelt a bécsi Photographische Gesellschaft 1904. évi kiállításán, amelyre csak elismert fényképészeket hívtak meg, Magyarországról például az évben csak Uher Ödönt „A kiállítást megnézte a király is, a tömérdek fotográfia között föltűnt neki a hat szépia-plattin-kép, sokáig nézte őket és alaposan elmagyaráztatta magának a készítés módját. A külföldi szaklapok is, különösen a magas művészi értékénél fogva, igen magasztalóan nyilatkoztak róla.”
1911-ben tanulmányutat tett Dániában és Németországban, majd korábbi műtermét a budapesti Kossuth Lajos utcában filmkészítő üzemmé rendezte be. 1916-ban kibérelt egy épületszárnyat a Ráday utcában, amit műteremmé alakított, a Veress Pálné utca 32. alatt pedig saját filmlaboratóriumot nyitott. Ebben a laboratóriumban dolgoztak többek között: Virágh Árpád világhírű filmoperatőr, Áltmayer (Apáti) István, Kovács Gusztáv, Berendik István, valamint ifj. Uher Ödön mint művészeti vezető és főrendező. Sok magán-filmvállalkozó is itt hívatta elő és másoltatta felvételét. Az Uher Filmgyár 1912 és 1918 között huszonnégy saját művet készített, de ugyanakkor más cégek számára is gyártott filmeket. Miután megvásárolta a berlini Progress, néhány produkcióval még előálltak ugyan, de a vállalkozás hamarosan megszűnt.
Uher irodalmi képzettségén túl művelt, széles látókörű ember volt, aki az ifjú, tehetséges filmrendezőket, írókat és dramaturgokat is segítette.
1931. szeptember 19-én történt halálakor több újság is megjelentette halálhírét: „Uher Ödön volt kir. udvari fényképész, aki Magyarországon először gyártott mozgófényképeket, 69 éves korában meghalt. Halálát feleségén, született Szénásy Ninán kívül gyermekei: ifj. Uher Ödön, a fényszedőgép feltalálója, Uher Arisztid és dr. Dóczy Gidáné, úgyszintén kiterjedt előkelő rokonság gyászolja.”

## Képgaléria

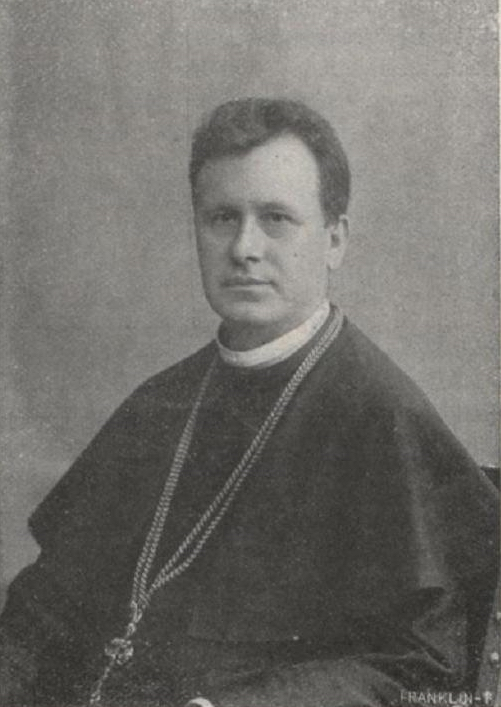
Balázs Lajos (1855–1920) rozsnyói püspök
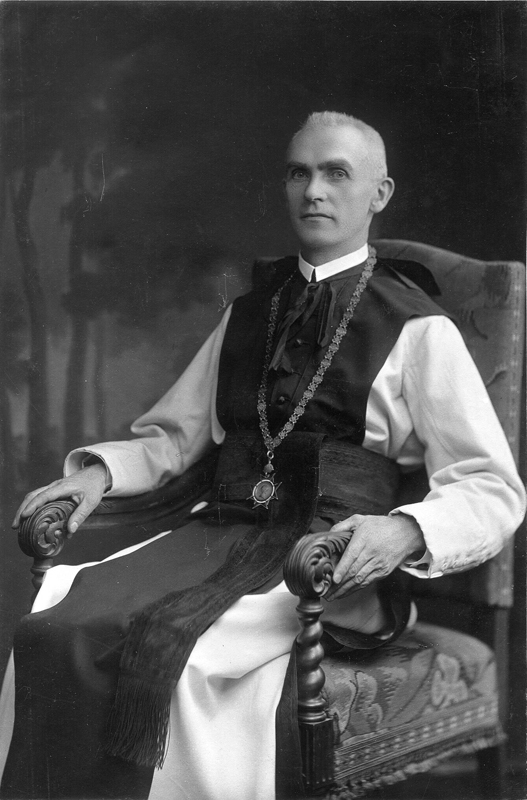
Békefi Remig (1858–1924) ciszterci szerzetes
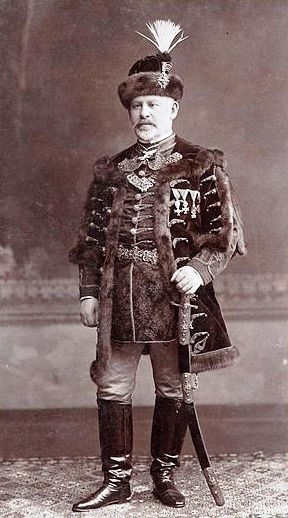
Berczik Árpád (1842–1919) író, színműíró
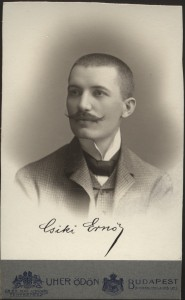
Csiki Ernő (1875–1954) entomológus
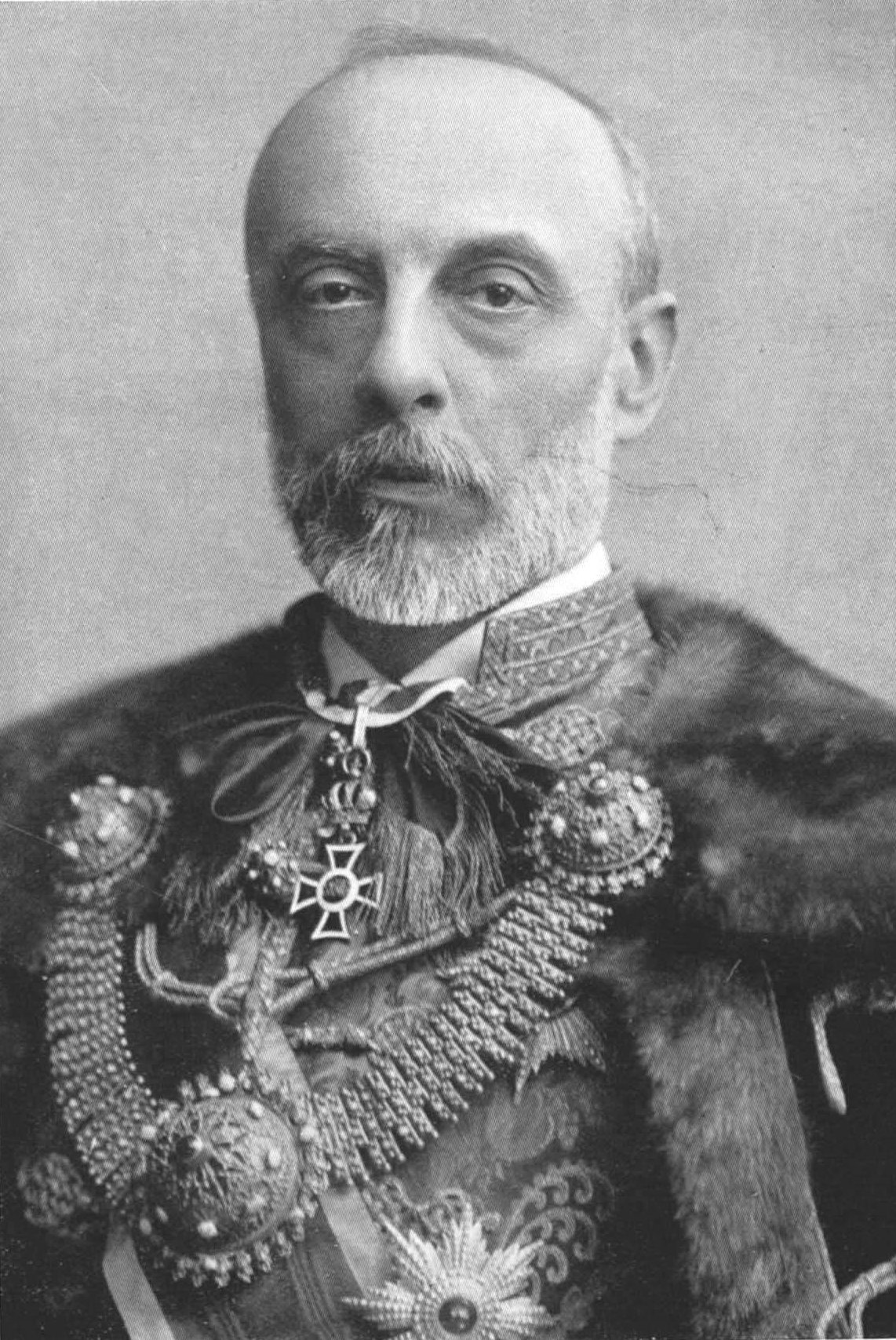
Hegedüs Sándor (1847–1906) politikus, közgazdász
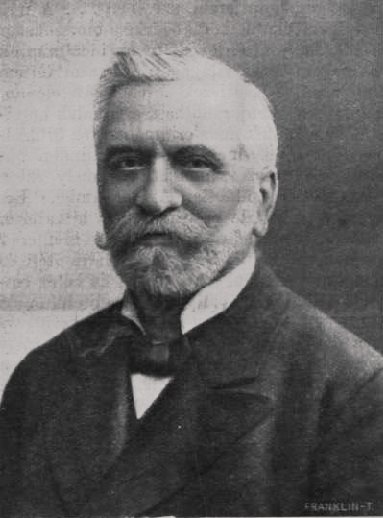
Heinrich Gusztáv (1845–1922) irodalomtörténész
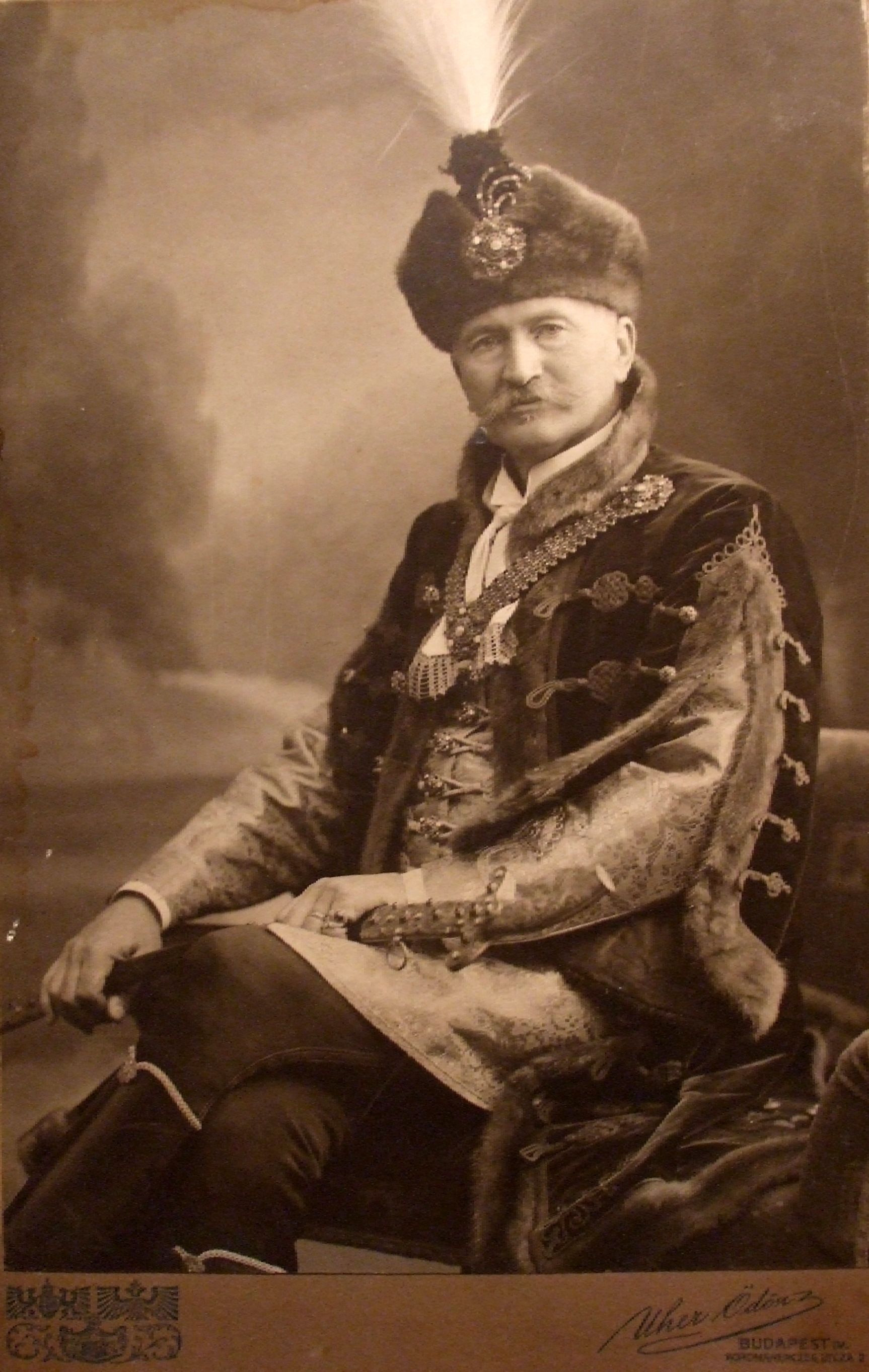
Ivánka István (1855–1919) főispán
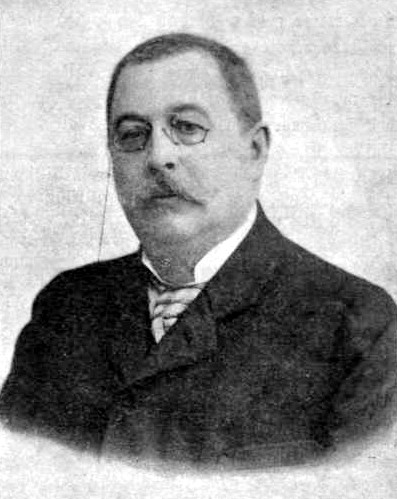
Jankovich István (1848–1900) gyorsíró
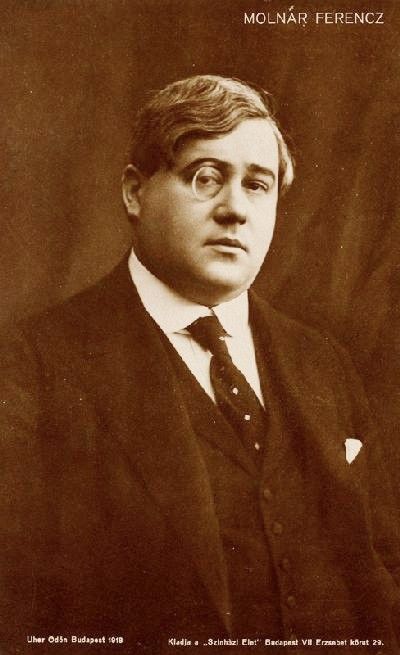
Molnár Ferenc (1878–1952) író
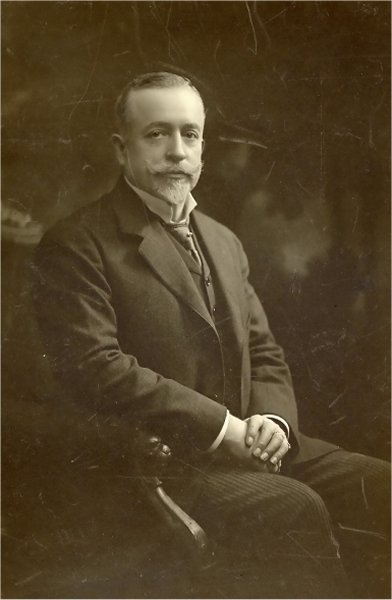
Preisz Hugó (1860–1940) bakteriológus
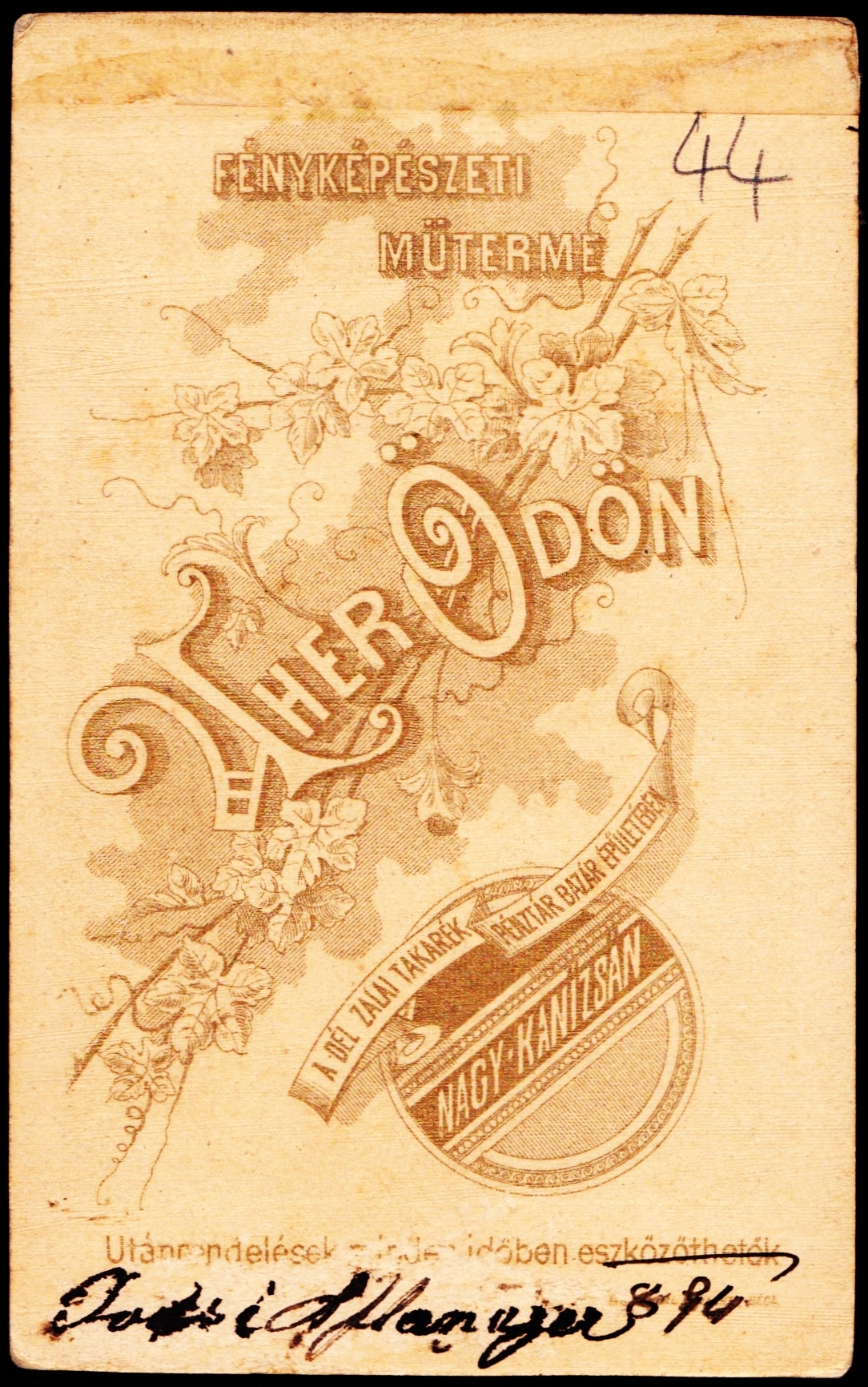
A nagykanizsai műteremben készült fénykép verzója
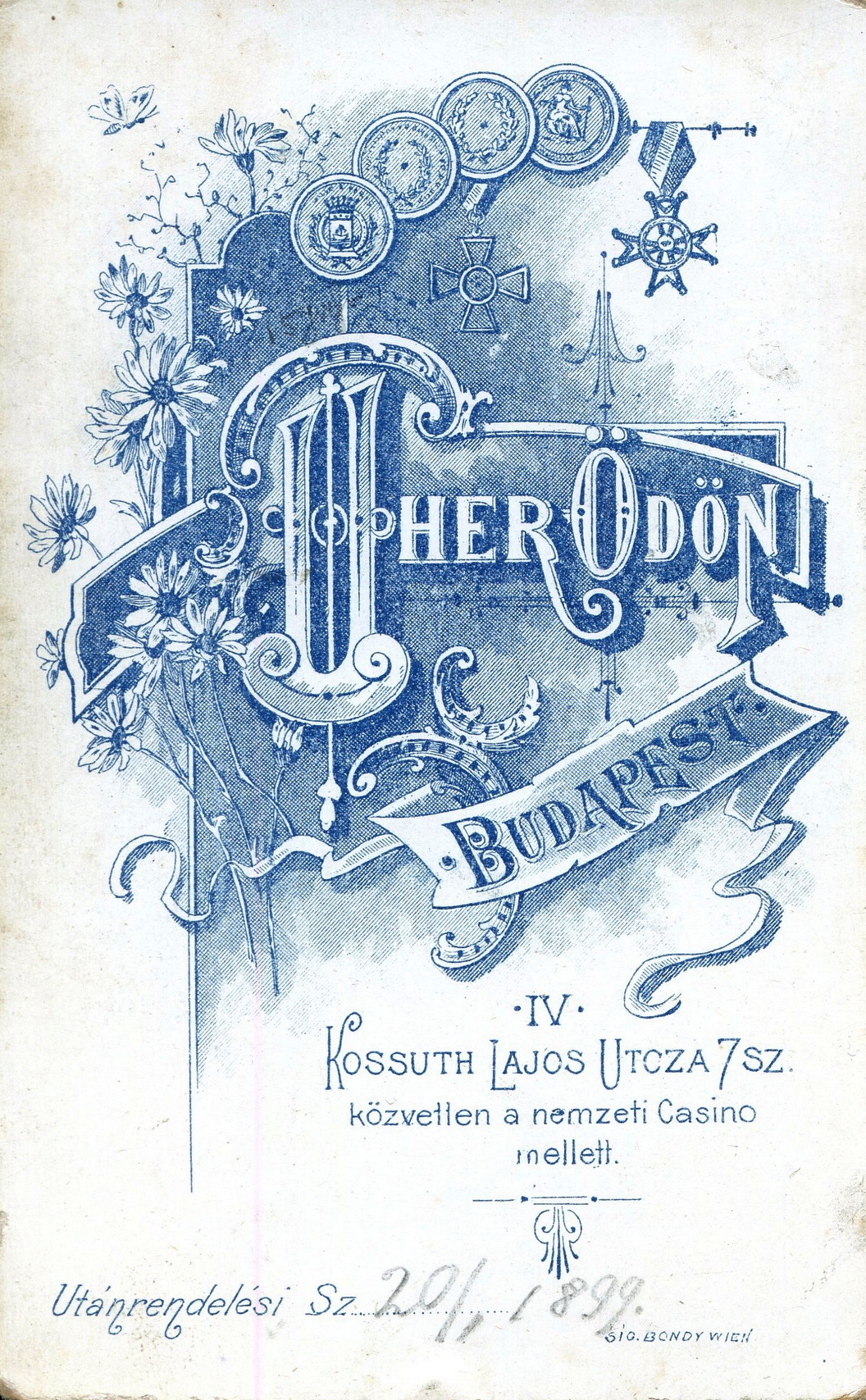
A Kossuth Lajos utcai műterem egyik fényképének verzója
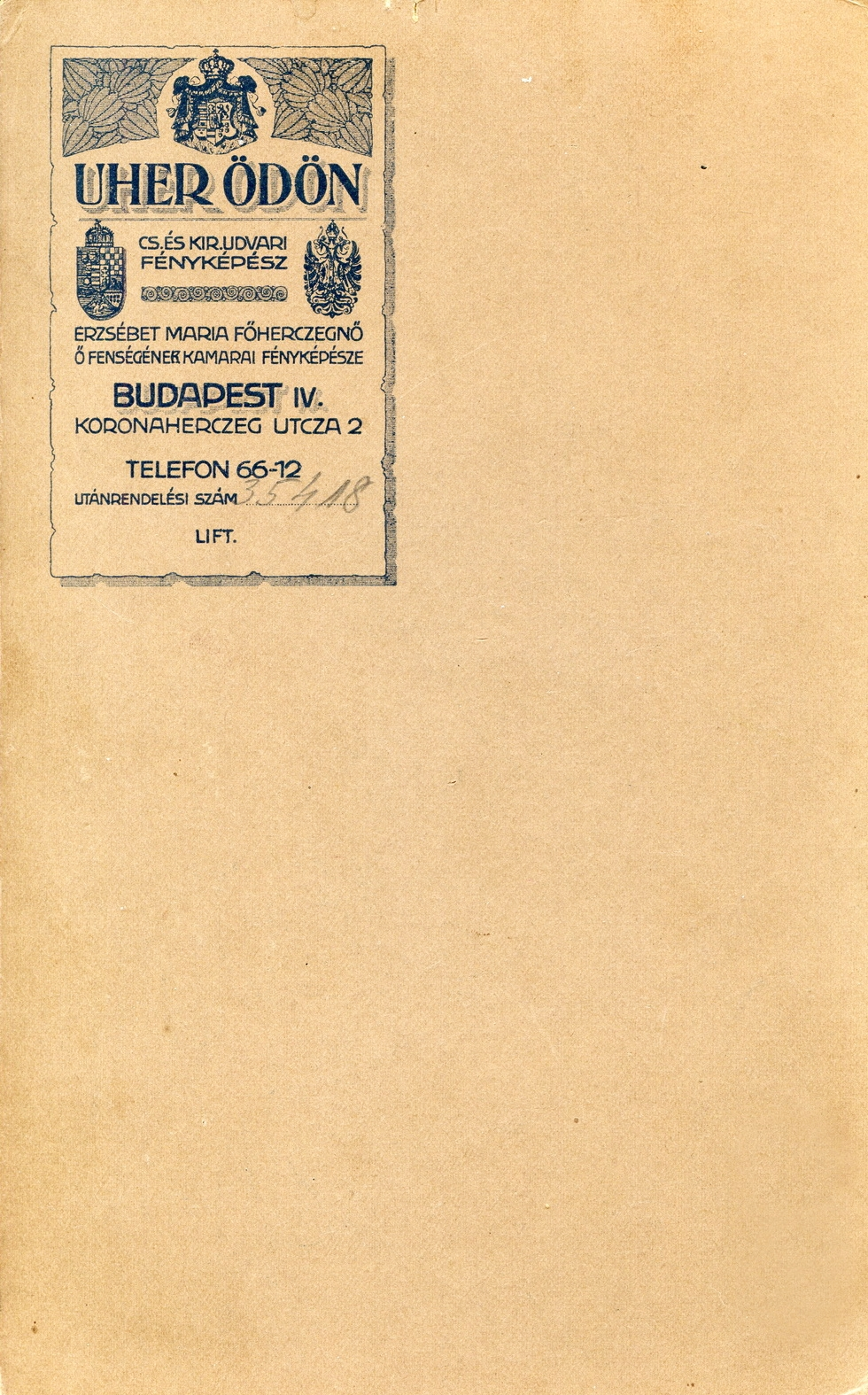
A Koronaherceg utcai műteremben készült felvétel verzója